# Notre-Dame-de-la-Clarté (Perros-Guirec)

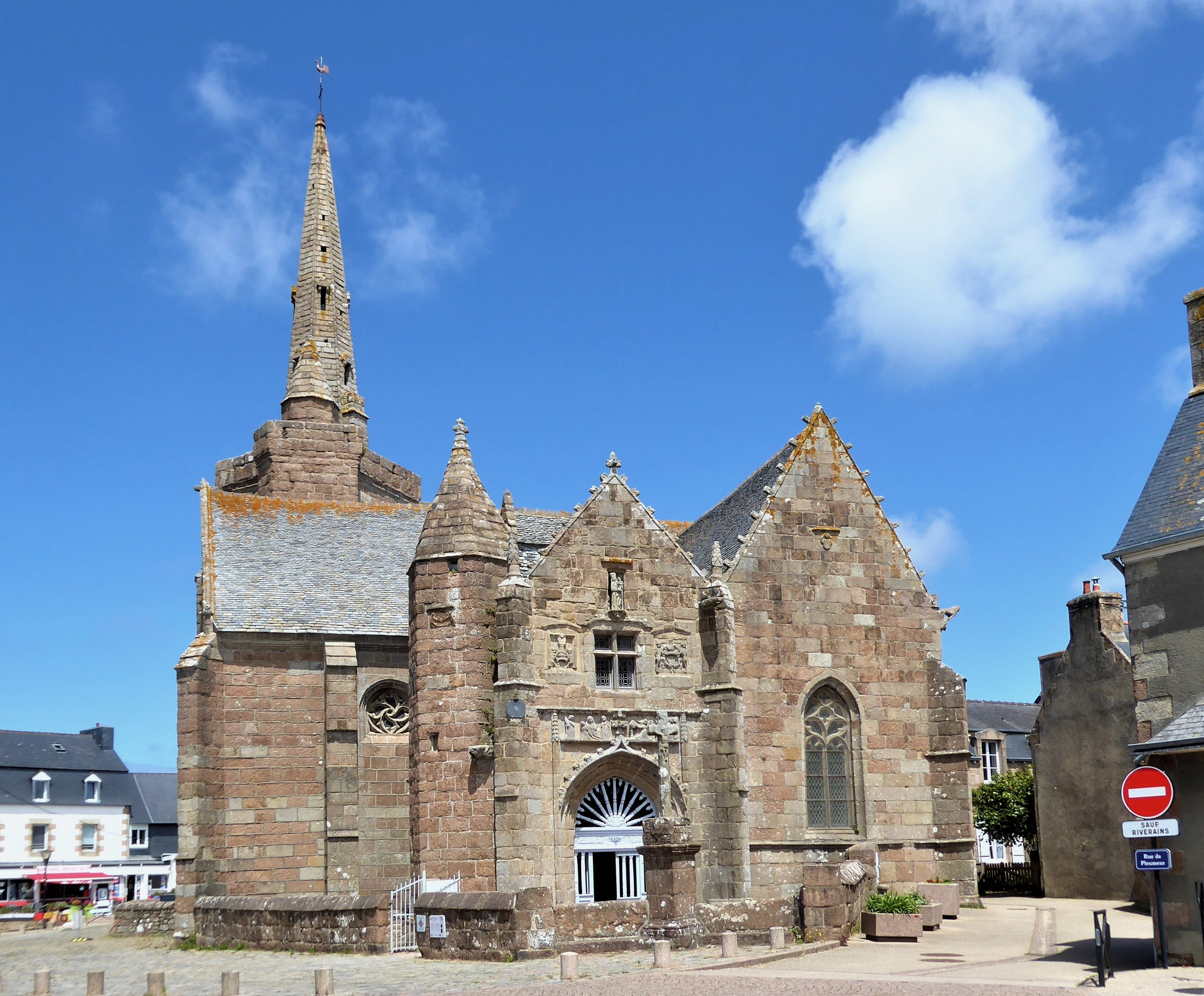
Ansicht der Kapelle von Süden

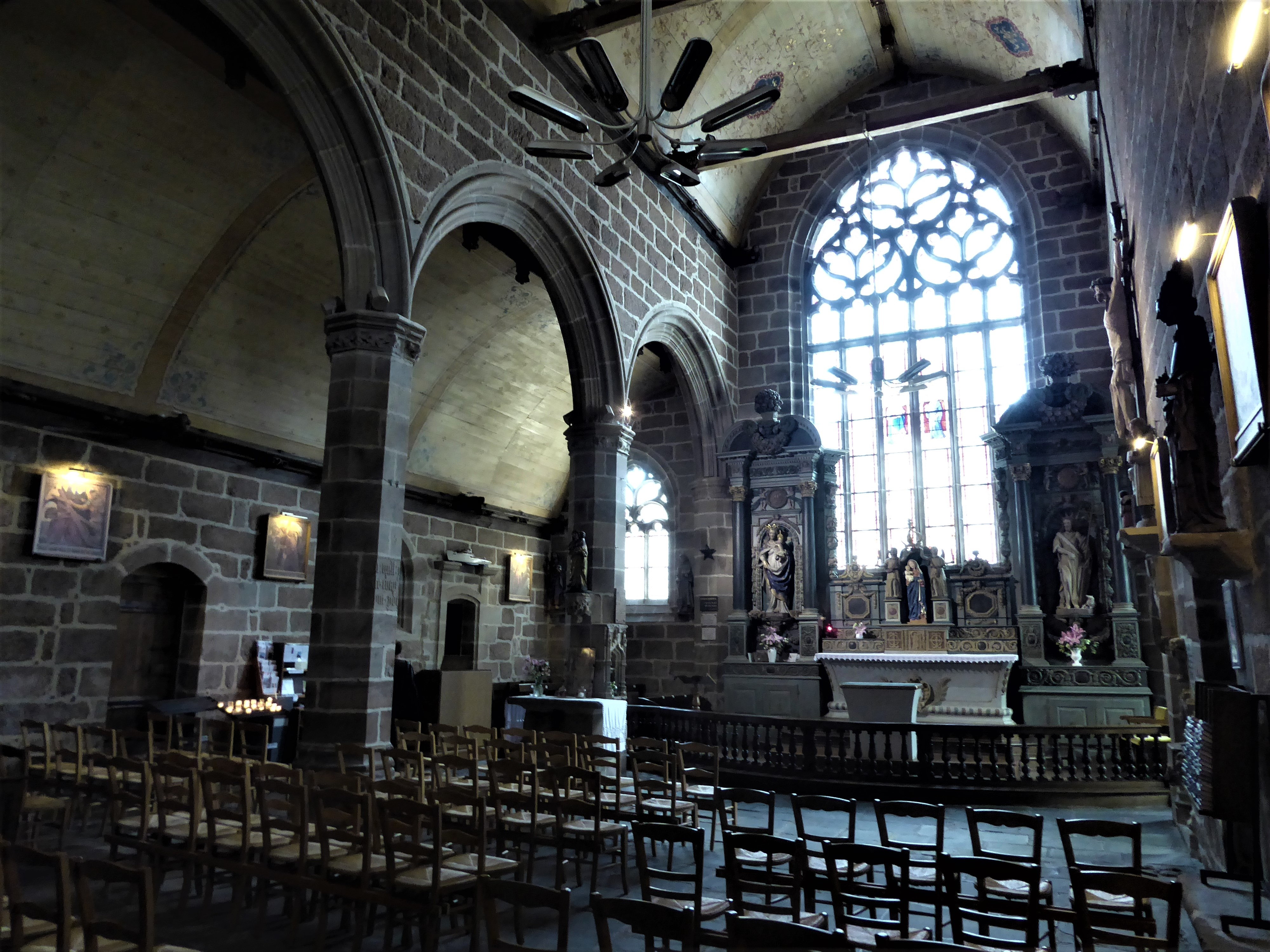
Inneres

Notre-Dame-de-la-Clarté ist eine römisch-katholische Kapelle in Perros-Guirec im Département Côtes-d’Armor in der Bretagne. Die Kapelle ist seit 1915 als Monument historique klassifiziert.

## Geschichte
Nach einer Inschrift aus dem Jahr 1445 im Inneren der Kapelle wurde der Bau des Gotteshauses durch Rolland de Coëtmen, Herr von Tonquédec und Keruzec, veranlasst. Der spätgotische Bau wurde von der zweiten Hälfte des 15. Jahrhunderts bis in das 16. Jahrhundert im Stil der Flamboyantgotik unter Verwendung des Rosengranits der Côte de Granit Rose ausgeführt.
Der über Eck gestellte Turm, der Westgiebel, das kurze Langhaus, das nördliche Seitenschiff sowie das Chorhaupt entstanden in der zweiten Hälfte des 15. Jahrhunderts. Die um 1500 angefügte südliche Vorhalle trägt die Jahreszahl 1573, die möglicherweise den Abschluss der Bauarbeiten oder einen Umbau markiert. Die südlich angefügte Kapelle St-Samson wurde um 1600 durch die Familie Lannion errichtet. Die oberen Geschosse des Kirchturms entstanden um 1645. Die Sakristei wurde 1828 angefügt. Die Umfassungsmauer des Kirchhofs beinhaltet im Süden ein 1630 durch den Priester Guillaume Salaün errichtetes Kreuz und stammt aus der ersten Hälfte des 17. Jahrhunderts.